# Idir
Idir, pseudonimo di Hamid Cheriet (Aït Lahcène, 25 ottobre 1949 – Parigi, 2 maggio 2020), è stato un cantante e musicista berbero con cittadinanza algerina.
Idir è un nome tradizionale berbero, che significa "vivrà " e viene dato a scopo beneaugurante.

## Biografia
La fama di Idir, indubbiamente tra i cantanti berberi più conosciuti al di fuori del suo paese, fu dovuta soprattutto al suo pezzo d'esordio, A vava inouva (1973), che è stato tradotto in numerose lingue. Si tratta di una composizione orecchiabile, composta a partire da una ninna nanna tradizionale, con le parole del poeta Ben Mohamed. Idir eseguì questo brano per la prima volta alla radio quand'era ancora studente liceale, inventandosi in quell'occasione lo pseudonimo che lo avrebbe reso celebre, per non far capire ai propri genitori che stava intraprendendo una carriera artistica.
A vava inouva ebbe un successo immediato, tuttavia in seguito Idir produsse un numero limitato di album (contenenti spesso remix di canzoni già pubblicate in precedenza). Molti dei suoi pezzi sono basati su testi di Ben Mohamed.
Benché animato dalla intenzione di mantenere viva la propria lingua e le tradizioni della Cabilia, Idir fu sempre molto aperto all'incontro con altre lingue e culture, esibendosi spesso insieme ad altri artisti; tra gli altri, collaborò con il bretone Alan Stivell, Manu Chao, Dan Ar Braz, Maxime Le Forestier, Karen Matheson e i gruppi Gnawa Diffusion e Zebda (nell'album Identités del 1999).
Idir è morto a Parigi nel 2020 all'età di 71 anni a seguito di una fibrosi polmonare da cui era affetto da anni.

## Discografia
- A vava inouva, (1976)
- Ay arrac nneɣ, (1979)
- Les chasseurs de lumière, (1993)
- Le petit village, (cantato dal coro Tiddukla sotto la direzione di Idir, autore anche delle musiche)
- Identités, (1999)
- Deux rives, un rêve, (2002)
- Entre scènes et terre, (live) (2005)
- La France des couleurs, (2005)
- Sous le ciel de Marseille, featuring Kenza Farah, (2008)
- Idir, (2013)
- Ici et ailleurs, (2017)